# Seznam vyhraných závodů Michaela Schumachera ve Formuli 1

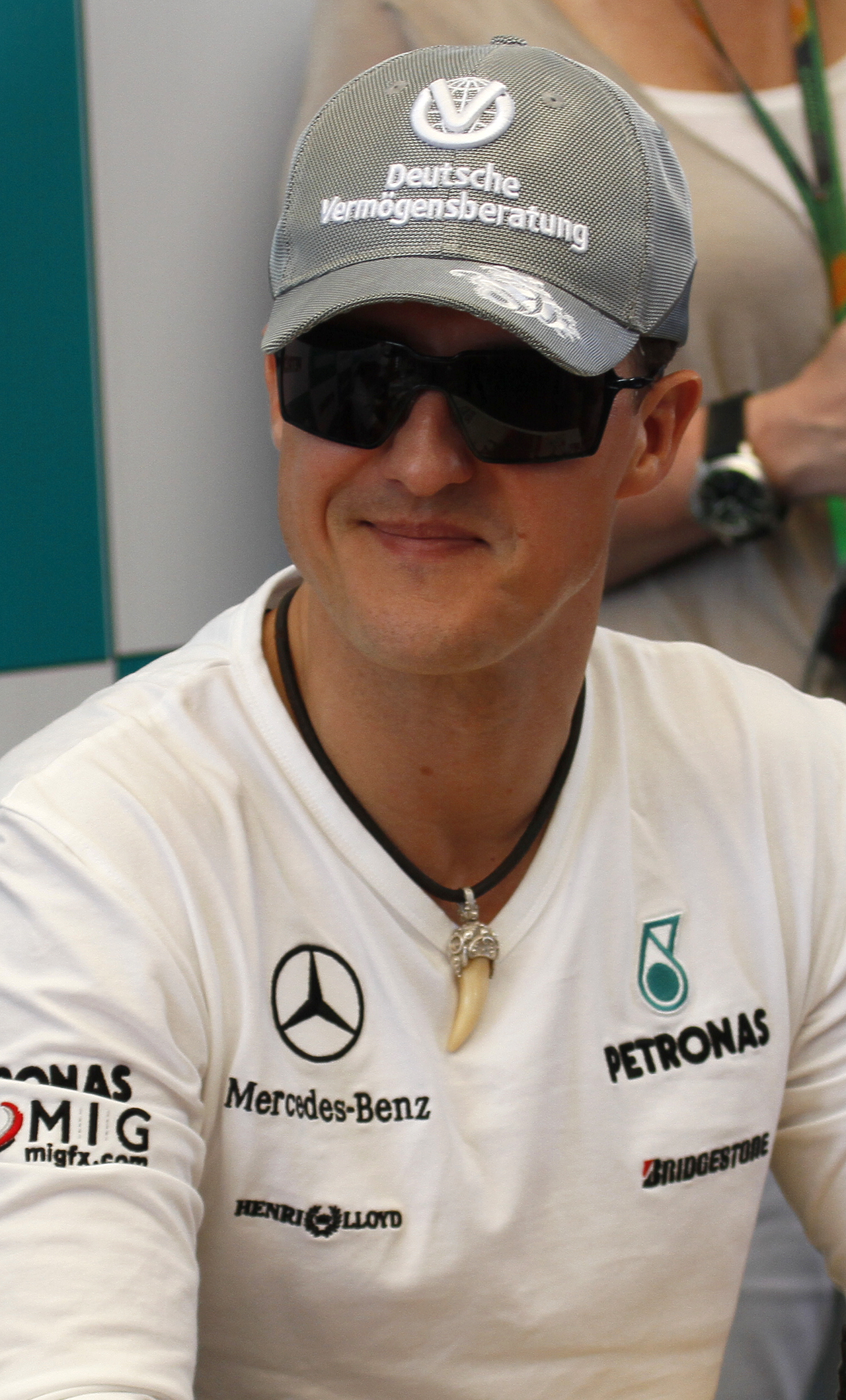
Michael Schumacher v roce 2010

Michael Schumacher je bývalý německý automobilový závodník, sedminásobný mistr světa Formule 1 a statisticky jeden z nejúspěšnějších pilotů v historii tohoto sportu. Drží mnoho rekordů ve Formuli 1, získal nejvíce mistrovských titulů, nejrychlejších kol a nejvyšší počet výher v jedné sezoně. V sezoně 2002 se stal jediným jezdcem v historii, který se umístil ve všech závodech sezóny na stupních vítězů.

## Výhry
Vysvětlivky
- Závod – Číslo závodu v kariéře Michaela Schumachera. Například "18" znamená Schumacherův 18. závod ve Formuli 1.
- Start – Pozice, ze které Michael Schumacher startoval do závodu.
- Náskok – Náskok Michaela Schumachera před jezdcem, který skončil na druhém místě.
- Žlutě – Sezóna, ve které se Michael Schumacher stal mistrem světa.

| Počet | Závod | Datum             | Sezóna         | Velká cena                    | Okruh                          | Start    | Náskok   | Tým      | Šasi     | Motor   |
| ----- | ----- | ----------------- | -------------- | ----------------------------- | ------------------------------ | -------- | -------- | -------- | -------- | ------- |
| 1     | 18    | 30. srpna 1992    | 1992           | Belgie                        | Circuit de Spa-Francorchamps   | 3        | 0:36.595 | Benetton | B192     | Ford    |
| 2     | 36    | 26. září 1993     | 1993           | Portugalska                   | Circuito do Estoril            | 6        | 0:00.982 | Benetton | B193     | Ford    |
| 3     | 39    | 27. března 1994   | 1994           | Brazílie                      | Interlagos                     | 2        | +1 kolo  | Benetton | B194     | Ford    |
| 4     | 40    | 17. dubna 1994    | Pacifiku       | Okayama International Circuit | 2                              | 1:15.300 |          | Benetton | B194     | Ford    |
| 5     | 41    | 1. května 1994    | San Marina     | Autodromo Enzo e Dino Ferrari | 2                              | 0:54.942 |          | Benetton | B194     | Ford    |
| 6     | 42    | 15. května 1994   | Monaka         | Circuit de Monaco             | 1                              | 0:37.278 |          | Benetton | B194     | Ford    |
| 7     | 44    | 12. června 1994   | Kanady         | Circuit Gilles Villeneuve     | 1                              | 0:39.660 |          | Benetton | B194     | Ford    |
| 8     | 45    | 3. července 1994  | Francie        | Circuit de Nevers Magny-Cours | 3                              | 0:12.642 |          | Benetton | B194     | Ford    |
| 9     | 48    | 14. srpna 1994    | Maďarska       | Hungaroring                   | 1                              | 0:20.827 |          | Benetton | B194     | Ford    |
| 10    | 50    | 16. října 1994    | Evropy         | Circuito de Jerez             | 1                              | 0:24.689 |          | Benetton | B194     | Ford    |
| 11    | 53    | 26. března 1995   | 1995           | Brazílie                      | Interlagos                     | 2        | 0:11.060 | Benetton | B195     | Renault |
| 12    | 56    | 14. května 1995   | Španělska      | Circuit de Catalunya          | 1                              | 0:51.988 |          | Benetton | B195     | Renault |
| 13    | 57    | 28. května 1995   | Monaka         | Circuit de Monaco             | 2                              | 0:34.817 |          | Benetton | B195     | Renault |
| 14    | 59    | 2. července 1995  | Francie        | Circuit de Nevers Magny-Cours | 2                              | 0:31.309 |          | Benetton | B195     | Renault |
| 15    | 61    | 30. července 1995 | Německa        | Hockenheimring                | 2                              | 0:05.988 |          | Benetton | B195     | Renault |
| 16    | 63    | 27. srpna 1995    | Belgie         | Circuit de Spa-Francorchamps  | 16                             | 0:19.493 |          | Benetton | B195     | Renault |
| 17    | 66    | 1. října 1995     | Evropy         | Nürburgring                   | 3                              | 0:02.684 |          | Benetton | B195     | Renault |
| 18    | 67    | 22. října 1995    | Pacifiku       | Okayama International Circuit | 3                              | 0:14.920 |          | Benetton | B195     | Renault |
| 19    | 68    | 29. října 1995    | Japonska       | Suzuka Circuit                | 1                              | 0:19.337 |          | Benetton | B195     | Renault |
| 20    | 76    | 2. června 1996    | 1996           | Španělska                     | Circuit de Catalunya           | 3        | 0:45.302 | Ferrari  | F310     | Ferrari |
| 21    | 82    | 25. srpna 1996    | 1996           | Belgie                        | Circuit de Spa-Francorchamps   | 3        | 0:05.602 | Ferrari  | F310     | Ferrari |
| 22    | 83    | 8. září 1996      | 1996           | Itálie                        | Autodromo Nazionale Monza      | 3        | 0:18.265 | Ferrari  | F310     | Ferrari |
| 23    | 90    | 11. května 1997   | 1997           | Monaka                        | Circuit de Monaco              | 2        | 0:53.306 | Ferrari  | F310B    | Ferrari |
| 24    | 92    | 15. června 1997   | 1997           | Kanady                        | Circuit Gilles Villeneuve      | 1        | 0:02.565 | Ferrari  | F310B    | Ferrari |
| 25    | 93    | 29. června 1997   | 1997           | Francie                       | Circuit de Nevers Magny-Cours  | 1        | 0:23.537 | Ferrari  | F310B    | Ferrari |
| 26    | 97    | 24. srpna 1997    | 1997           | Belgie                        | Circuit de Spa-Francorchamps   | 3        | 0:26.753 | Ferrari  | F310B    | Ferrari |
| 27    | 101   | 12. října 1997    | 1997           | Japonska                      | Suzuka Circuit                 | 2        | 0:01.378 | Ferrari  | F310B    | Ferrari |
| 28    | 105   | 12. dubna 1998    | 1998           | Argentiny                     | Autódromo Oscar y Juan Gálvez  | 2        | 0:22.898 | Ferrari  | F300     | Ferrari |
| 29    | 109   | 7. června 1998    | 1998           | Kanady                        | Circuit Gilles Villeneuve      | 3        | 0:16.662 | Ferrari  | F300     | Ferrari |
| 30    | 110   | 28. června 1998   | 1998           | Francie                       | Circuit de Nevers Magny-Cours  | 2        | 0:19.575 | Ferrari  | F300     | Ferrari |
| 31    | 111   | 12. července 1998 | 1998           | Velké Británie                | Silverstone                    | 2        | 0:22.465 | Ferrari  | F300     | Ferrari |
| 32    | 114   | 16. srpna 1998    | 1998           | Maďarska                      | Hungaroring                    | 3        | 0:09.433 | Ferrari  | F300     | Ferrari |
| 33    | 116   | 13. září 1998     | 1998           | Itálie                        | Autodromo Nazionale Monza      | 1        | 0:37.977 | Ferrari  | F300     | Ferrari |
| 34    | 121   | 2. května 1999    | 1999           | San Marina                    | Autodromo Enzo e Dino Ferrari  | 3        | 0:04.265 | Ferrari  | F399     | Ferrari |
| 35    | 122   | 16. května 1999   | 1999           | Monaka                        | Circuit de Monaco              | 2        | 0:30.476 | Ferrari  | F399     | Ferrari |
| 36    | 129   | 12. března 2000   | 2000           | Austrálie                     | Melbourne                      | 3        | 0:11.415 | Ferrari  | F1-2000  | Ferrari |
| 37    | 130   | 26. března 2000   | Brazílie       | Interlagos                    | 3                              | 0:39.898 |          | Ferrari  | F1-2000  | Ferrari |
| 38    | 131   | 9. dubna 2000     | San Marina     | Autodromo Enzo e Dino Ferrari | 2                              | 0:01.168 |          | Ferrari  | F1-2000  | Ferrari |
| 39    | 134   | 21. května 2000   | Evropy         | Nürburgring                   | 2                              | 0:13.822 |          | Ferrari  | F1-2000  | Ferrari |
| 40    | 136   | 18. června 2000   | Kanady         | Circuit Gilles Villeneuve     | 1                              | 0:00.174 |          | Ferrari  | F1-2000  | Ferrari |
| 41    | 142   | 10. září 2000     | Itálie         | Autodromo Nazionale Monza     | 1                              | 0:03.810 |          | Ferrari  | F1-2000  | Ferrari |
| 42    | 143   | 24. září 2000     | USA            | Indianapolis Motor Speedway   | 1                              | 0:12.118 |          | Ferrari  | F1-2000  | Ferrari |
| 43    | 144   | 8. října 2000     | Japonska       | Suzuka Circuit                | 1                              | 0:01.837 |          | Ferrari  | F1-2000  | Ferrari |
| 44    | 145   | 22. října 2000    | Malajsie       | Sepang International Circuit  | 1                              | 0:00.732 |          | Ferrari  | F1-2000  | Ferrari |
| 45    | 146   | 4. března 2001    | 2001           | Austrálie                     | Melbourne                      | 1        | 0:01.717 | Ferrari  | F2001    | Ferrari |
| 46    | 147   | 18. března 2001   | Malajsie       | Sepang International Circuit  | 1                              | 0:23.660 |          | Ferrari  | F2001    | Ferrari |
| 47    | 150   | 29. dubna 2001    | Španělska      | Circuit de Catalunya          | 1                              | 0:40.738 |          | Ferrari  | F2001    | Ferrari |
| 48    | 152   | 27. května 2001   | Monaka         | Circuit de Monaco             | 2                              | 0:00.431 |          | Ferrari  | F2001    | Ferrari |
| 49    | 154   | 24. června 2001   | Evropy         | Nürburgring                   | 1                              | 0:04.217 |          | Ferrari  | F2001    | Ferrari |
| 50    | 155   | 1. července 2001  | Francie        | Circuit de Nevers Magny-Cours | 2                              | 0:10.399 |          | Ferrari  | F2001    | Ferrari |
| 51    | 158   | 19. srpna 2001    | Maďarska       | Hungaroring                   | 1                              | 0:03.363 |          | Ferrari  | F2001    | Ferrari |
| 52    | 159   | 2. září 2001      | Belgie         | Circuit de Spa-Francorchamps  | 3                              | 0:10.098 |          | Ferrari  | F2001    | Ferrari |
| 53    | 162   | 14. října 2001    | Japonska       | Suzuka Circuit                | 1                              | 0:03.154 |          | Ferrari  | F2001    | Ferrari |
| 54    | 163   | 3. března 2002    | 2002           | Austrálie                     | Melbourne                      | 2        | 0:18.628 | Ferrari  | F2001    | Ferrari |
| 55    | 165   | 31. března 2002   | Brazílie       | Interlagos                    | 2                              | 0:00.588 | F2002    | Ferrari  |          | Ferrari |
| 56    | 166   | 14. dubna 2002    | San Marina     | Autodromo Enzo e Dino Ferrari | 1                              | 0:17.907 | F2002    | Ferrari  |          | Ferrari |
| 57    | 167   | 28. dubna 2002    | Španělska      | Circuit de Catalunya          | 1                              | 0:35.630 | F2002    | Ferrari  |          | Ferrari |
| 58    | 168   | 12. května 2002   | Rakouska       | Red Bull Ring                 | 3                              | 0:00.182 | F2002    | Ferrari  |          | Ferrari |
| 59    | 170   | 9. června 2002    | Kanady         | Circuit Gilles Villeneuve     | 2                              | 0:01.132 | F2002    | Ferrari  |          | Ferrari |
| 60    | 172   | 7. července 2002  | Velké Británie | Silverstone                   | 3                              | 0:14.578 | F2002    | Ferrari  |          | Ferrari |
| 61    | 173   | 21. července 2002 | Francie        | Circuit de Nevers Magny-Cours | 2                              | 0:01.104 | F2002    | Ferrari  |          | Ferrari |
| 62    | 174   | 28. července 2002 | Německa        | Hockenheimring                | 1                              | 0:10.503 | F2002    | Ferrari  |          | Ferrari |
| 63    | 176   | 1. září 2002      | Belgie         | Circuit de Spa-Francorchamps  | 1                              | 0:01.977 | F2002    | Ferrari  |          | Ferrari |
| 64    | 179   | 13. října 2002    | Japonska       | Suzuka Circuit                | 1                              | 0:00.506 | F2002    | Ferrari  |          | Ferrari |
| 65    | 183   | 20. dubna 2003    | 2003           | San Marina                    | Autodromo Enzo e Dino Ferrari  | 1        | F2002    | Ferrari  | 0:01.882 | Ferrari |
| 66    | 184   | 4. května 2003    | Španělska      | Circuit de Catalunya          | 1                              | 0:05.716 | F2003-GA | Ferrari  |          | Ferrari |
| 67    | 185   | 18. května 2003   | Rakouska       | Red Bull Ring                 | 1                              | 0:03.362 | F2003-GA | Ferrari  |          | Ferrari |
| 68    | 187   | 15. června 2003   | Kanady         | Circuit Gilles Villeneuve     | 3                              | 0:00.784 | F2003-GA | Ferrari  |          | Ferrari |
| 69    | 193   | 14. září 2003     | Itálie         | Autodromo Nazionale Monza     | 1                              | 0:05.294 | F2003-GA | Ferrari  |          | Ferrari |
| 70    | 194   | 28. září 2003     | USA            | Indianapolis Motor Speedway   | 7                              | 0:18.258 | F2003-GA | Ferrari  |          | Ferrari |
| 71    | 196   | 7. března 2004    | 2004           | Austrálie                     | Melbourne                      | 1        | 0:13.605 | Ferrari  | F2004    | Ferrari |
| 72    | 197   | 21. března 2004   | Malajsie       | Sepang International Circuit  | 1                              | 0:05.022 |          | Ferrari  | F2004    | Ferrari |
| 73    | 198   | 4. dubna 2004     | Bahrajnu       | Bahrain International Circuit | 1                              | 0:01.367 |          | Ferrari  | F2004    | Ferrari |
| 74    | 199   | 25. dubna 2004    | San Marina     | Autodromo Enzo e Dino Ferrari | 2                              | 0:09.702 |          | Ferrari  | F2004    | Ferrari |
| 75    | 200   | 9. května 2004    | Španělska      | Circuit de Catalunya          | 1                              | 0:13.290 |          | Ferrari  | F2004    | Ferrari |
| 76    | 202   | 30. května 2004   | Evropy         | Nürburgring                   | 1                              | 0:17.989 |          | Ferrari  | F2004    | Ferrari |
| 77    | 203   | 13. června 2004   | Kanady         | Circuit Gilles Villeneuve     | 6                              | 0:05.108 |          | Ferrari  | F2004    | Ferrari |
| 78    | 204   | 20. června 2004   | USA            | Indianapolis Motor Speedway   | 2                              | 0:02.950 |          | Ferrari  | F2004    | Ferrari |
| 79    | 205   | 4. července 2004  | Francie        | Circuit de Nevers Magny-Cours | 2                              | 0:08.329 |          | Ferrari  | F2004    | Ferrari |
| 80    | 206   | 11. července 2004 | Velké Británie | Silverstone                   | 4                              | 0:02.130 |          | Ferrari  | F2004    | Ferrari |
| 81    | 207   | 25. července 2004 | Německa        | Hockenheimring                | 1                              | 0:08.388 |          | Ferrari  | F2004    | Ferrari |
| 82    | 208   | 15. srpna 2004    | Maďarska       | Hungaroring                   | 1                              | 0:04.696 |          | Ferrari  | F2004    | Ferrari |
| 83    | 212   | 10. října 2004    | Japonska       | Suzuka Circuit                | 1                              | 0:14.098 |          | Ferrari  | F2004    | Ferrari |
| 84    | 222   | 19. června 2005   | 2005           | USA                           | Indianapolis Motor Speedway    | 5        | 0:01.522 | Ferrari  | F2005    | Ferrari |
| 85    | 236   | 23. dubna 2006    | 2006           | San Marina                    | Autodromo Enzo e Dino Ferrari  | 1        | 0:02.096 | Ferrari  | 248 F1   | Ferrari |
| 86    | 237   | 7. května 2006    | 2006           | Evropy                        | Nürburgring                    | 2        | 0:03.751 | Ferrari  | 248 F1   | Ferrari |
| 87    | 242   | 2. července 2006  | 2006           | USA                           | Indianapolis Motor Speedway    | 1        | 0:07.984 | Ferrari  | 248 F1   | Ferrari |
| 88    | 243   | 16. července 2006 | 2006           | Francie                       | Circuit de Nevers Magny-Cours  | 1        | 0:10.131 | Ferrari  | 248 F1   | Ferrari |
| 89    | 244   | 30. července 2006 | 2006           | Německa                       | Hockenheimring                 | 2        | 0:00.720 | Ferrari  | 248 F1   | Ferrari |
| 90    | 247   | 10. září 2006     | 2006           | Itálie                        | Autodromo Nazionale Monza      | 2        | 0:08.046 | Ferrari  | 248 F1   | Ferrari |
| 91    | 248   | 1. října 2006     | 2006           | Číny                          | Shanghai International Circuit | 6        | 0:03.121 | Ferrari  | 248 F1   | Ferrari |

### Podle jednotlivých Velkých cen
| Počet  | Velká cena                | Roky                                           | Počet výher |
| ------ | ------------------------- | ---------------------------------------------- | ----------- |
| 1      | Grand Prix Francie        | 1994, 1995, 1997, 1998, 2001, 2002, 2004, 2006 | 8           |
| 2      | Grand Prix Kanady         | 1994, 1997, 1998, 2000, 2002, 2003, 2004       | 7           |
| 3      | Grand Prix San Marina     | 1994, 1999, 2000, 2002, 2003, 2004, 2006       |             |
| 4      | Grand Prix Belgie         | 1992, 1995, 1996, 1997, 2001, 2002             | 6           |
| 5      | Grand Prix Španělska      | 1995, 1996, 2001, 2002, 2003, 2004             |             |
| 6      | Grand Prix Japonska       | 1995, 1997, 2000, 2001, 2002, 2004             |             |
| 7      | Grand Prix Evropy         | 1994, 1995, 2000, 2001, 2004, 2006             |             |
| 8      | Grand Prix Monaka         | 1994, 1995, 1997, 1999, 2001                   | 5           |
| 9      | Grand Prix USA            | 2000, 2003, 2004, 2005, 2006                   |             |
| 10     | Grand Prix Itálie         | 1996, 1998, 2000, 2003, 2006                   |             |
| 11     | Grand Prix Brazílie       | 1994, 1995, 2000, 2002                         | 4           |
| 12     | Grand Prix Austrálie      | 2000, 2001, 2002, 2004                         |             |
| 13     | Grand Prix Maďarska       | 1994, 1998, 2001, 2004                         |             |
| 14     | Grand Prix Německa        | 1995, 2002, 2004, 2006                         |             |
| 15     | Grand Prix Malajsie       | 2000, 2001, 2004                               | 3           |
| 16     | Grand Prix Velké Británie | 1998, 2002, 2004                               |             |
| 17     | Grand Prix Pacifiku       | 1994, 1995                                     | 2           |
| 18     | Grand Prix Rakouska       | 2002, 2003                                     |             |
| 19     | Grand Prix Portugalska    | 1993                                           | 1           |
| 20     | Grand Prix Argentiny      | 1998                                           |             |
| 21     | Grand Prix Bahrajnu       | 2004                                           |             |
| 22     | Grand Prix Číny           | 2006                                           |             |
| Zdroj: |                           |                                                |             |

### Podle jednotlivých okruhů
| Počet  | Okruh                          | Roky                                           | Počet výher |
| ------ | ------------------------------ | ---------------------------------------------- | ----------- |
| 1      | Circuit de Nevers Magny-Cours  | 1994, 1995, 1997, 1998, 2001, 2002, 2004, 2006 | 8           |
| 2      | Circuit Gilles Villeneuve      | 1994, 1997, 1998, 2000, 2002, 2003, 2004       | 7           |
| 3      | Autodromo Enzo e Dino Ferrari  | 1994, 1999, 2000, 2002, 2003, 2004, 2006       |             |
| 4      | Circuit de Spa-Francorchamps   | 1992, 1995, 1996, 1997, 2001, 2002             | 6           |
| 5      | Circuit de Catalunya           | 1995, 1996, 2001, 2002, 2003, 2004             |             |
| 6      | Suzuka Circuit                 | 1995, 1997, 2000, 2001, 2002, 2004             |             |
| 7      | Circuit de Monaco              | 1994, 1995, 1997, 1999, 2001                   | 5           |
| 8      | Nürburgring                    | 1995, 2000, 2001, 2004, 2006                   |             |
| 9      | Indianapolis Motor Speedway    | 2000, 2003, 2004, 2005, 2006                   |             |
| 10     | Autodromo Nazionale Monza      | 1996, 1998, 2000, 2003, 2006                   |             |
| 11     | Interlagos                     | 1994, 1995, 2000, 2002                         | 4           |
| 12     | Melbourne                      | 2000, 2001, 2002, 2004                         |             |
| 13     | Hungaroring                    | 1994, 1998, 2001, 2004                         |             |
| 14     | Hockenheimring                 | 1995, 2002, 2004, 2006                         |             |
| 15     | Sepang International Circuit   | 2000, 2001, 2004                               | 3           |
| 16     | Silverstone                    | 1998, 2002, 2004                               |             |
| 17     | Okayama International Circuit  | 1994, 1995                                     | 2           |
| 18     | Red Bull Ring                  | 2002, 2003                                     |             |
| 19     | Circuito do Estoril            | 1993                                           | 1           |
| 20     | Circuito de Jerez              | 1994                                           |             |
| 21     | Autódromo Oscar y Juan Gálvez  | 1998                                           |             |
| 22     | Bahrain International Circuit  | 2004                                           |             |
| 23     | Shanghai International Circuit | 2006                                           |             |
| Zdroj: |                                |                                                |             |